# Krasnoarmejskij rajon (Oblast' di Saratov)
Il Krasnoarmejskij rajon (in russo Красноармейский район?) è un rajon dell'Oblast' di Saratov, nella Russia europea; il capoluogo è Krasnoarmejsk.